# Paracis spinifera
Paracis spinifera is een zachte koraalsoort uit de familie Plexauridae. De koraalsoort komt uit het geslacht Paracis. Paracis spinifera werd in 1912 voor het eerst wetenschappelijk beschreven door Nutting. 